# Wéloganite
La wéloganite est une espèce minérale composée de carbonate de strontium, sodium et zirconium de formule Sr3 Na 2 Zr (CO3)6 3H 2O. Elle fait partie du groupe de la donnayite.

## Inventeur et étymologie
Décrite par Ann Sabina et al. en 1968, et dédiée à William Edmond Logan (1798-1875), premier directeur du service géologique canadien.

## Topotype
Carrière Francon, St.-Michel, Île de Montréal, Québec, Canada

## Galerie

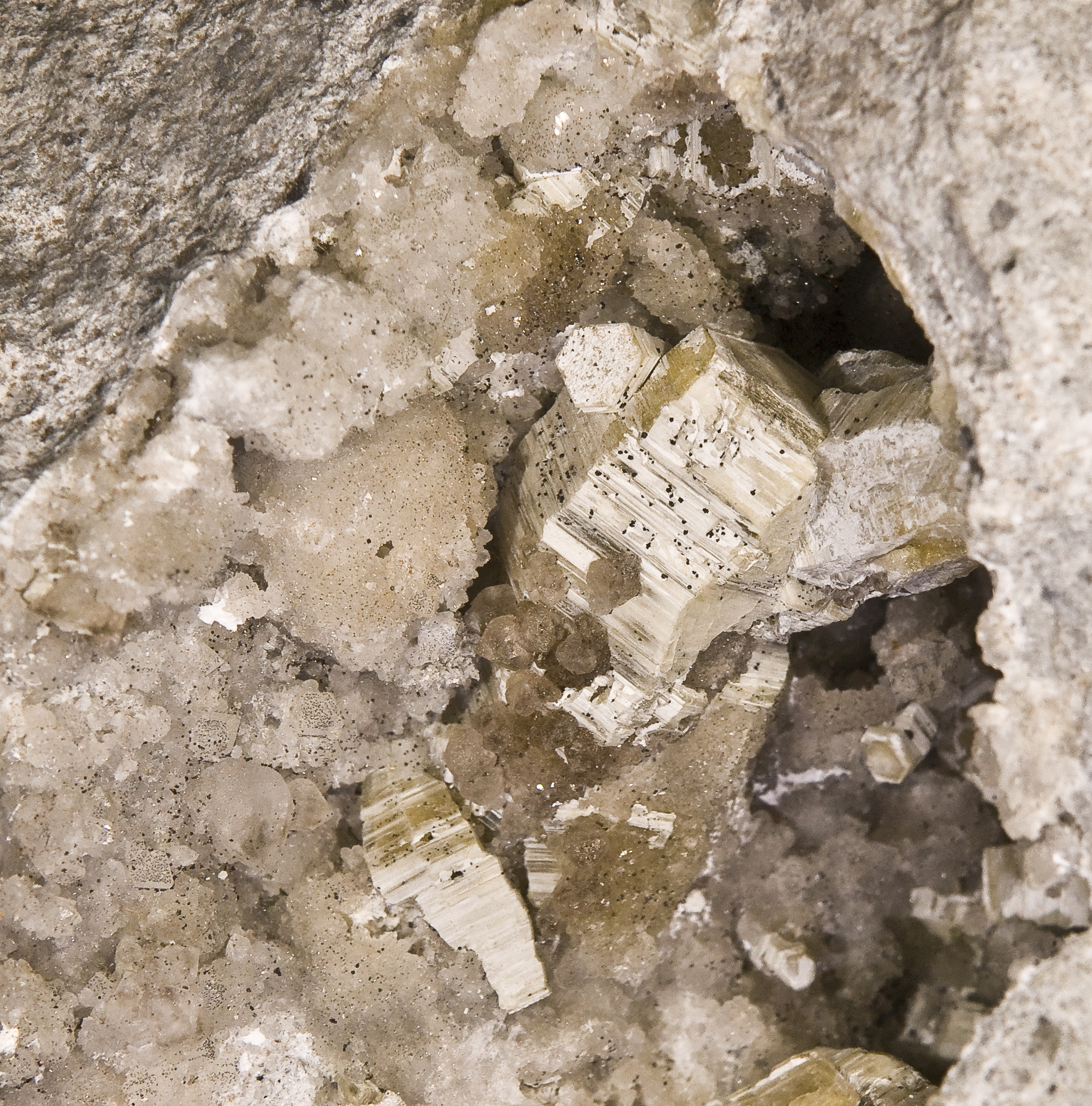
Weloganite - Carrière Francon, Québec, Canada - (6x4.5 XX2.5 cm)

## Minéraux associés
Dressérite, dawsonite, dundasite, plagioclase, quartz,…

## Cristallographie
- Paramètres de la maille conventionnelle : a = 8,988 Å, b = 8,988 Å, c = 6,73 Å, Z = 1 ; alpha = 102,84 °, beta = 116,42 °, gamma = 59,99 °, V = 411,08 Å3
- Densité calculée = 3,29

## Cristallochimie
Elle fait partie du groupe de la Donnayite-(Y)

### Groupe de la Donnayite-(Y)
- Donnayite-(Y) Sr3NaCaY(CO3)6•3(H2O) P1 1
- Mckelveyite-(Y) NaCa(Ba,Sr)3(Y,REE)(CO3)6•3(H2O) Cc m
- Mckelveyite-(Nd) (Ba,Sr)(Ca,Na,Nd,REE)(CO3)2•3-10(H2O) P1 1
- Wéloganite Sr3Na2Zr(CO3)6•3(H2O) P1 1

## Gisements remarquables
- Afrique du Sud

Lujavrite outcrop, Pilansberg Complex, Rustenburg District, Western Bushveld Complex, Northwest Province.
- Canada

Carrière Francon, Saint-Michel, île de Montréal, Québec. Gisement extraordinaire qui compte pas moins de neuf topotypes : doyleite, hochelagaïte, hydrodressérite, montroyalite, sabinaïte, strontiodressérite, voggite (it), wéloganite.
Carrière Poudrette Mont Saint-Hilaire, Rouville Co., Québec